# Falkenbach
Falkenbach es una banda de viking metal alemana formada por el cantante y multinstrumentista conocido como Vratyas Vakyas (nombre real: Markus Tümmers) en 1989, en la ciudad de Düsseldorf, Alemania.

## Biografía
Falkenbach cobra vida en 1989 y ese año lanza su primer demo. Visiblemente se podía adivinar el camino que iban a seguir: elementos folk, himnos y cánticos. La banda editó 7 demos hasta que Vratyas Vakyas finalmente decidió producir el primer disco oficial. La ideología plasmada en sus letras es íntegramente pagana, basada en los mitos de origen germano y su cosmovisión indoeuropea demostrando un marcado rechazo a las creencias cristianas.
Musicalmente, Falkenbach es una fusión interesante de black metal calmado con toques folk y ritmos que tienen más de 2000 años de antigüedad, que cobran vida en estos tiempos.
El primer disco oficial de la banda se iba a llamar Fireblade, pero la grabación del mismo se vio dificultada por problemas de estudio y de sonido. Entonces el disco se retrasó hasta marzo de 1996, y salió finalmente bajo él título En their Medh Riki Fara, grabado en los estudios Blue Horse.
Inmediatamente el disco captó la atención del sello europeo Napalm Records, que firmó un contrato con el grupo. De ahí, el siguiente lanzamiento fue Magni Blandinn Ok Megintiri, en enero de 1998. Este álbum consagró a Falkenbach y lo posicionó dentro de los grupos de culto del viking metal. Seis años después, el 3 de noviembre de 2003, lanzó Ok Nefna Tysvar Ty, su tercer disco, más maduro y rápido que el anterior pero sin perder el estilo que le caracterizaba. Fue editado por primera vez en Sudamérica, en Argentina por Icarus Music.
En noviembre de 2005 el grupo lanzó el álbum Heralding - The Fireblade. Fue grabado originalmente antes de ...En their medh riki fara, pero por falta de equipamiento y de compromiso con el ingeniero, la grabación se tuvo que parar antes de terminar. Contiene 10 canciones que fueron finalmente grabadas en los estudios Tidalwave.
En 2006 fue lanzado un álbum homenaje llamado Tribute - A Homage to Falkenbach. De cada una de las dos partes en las que consistía el álbum se lanzó una cantidad limitada de 500 copias. El trabajo completo contiene 16 temas remezclados por 16 bandas como Eluveitie, Hordak, Hildr Valkyrie o Folkearth, entre otras.
En enero de 2011 se publicó su disco llamado Tiurida y en 2013 salió a la venta el álbum Asa.

## Miembros
- Vratyas Vakyas (voz, guitarra, violín)

De estudio
- Hagalaz (guitarras, teclados)
- Tyrann (voz, coros)
- Boltthorn (tambor, percusión)

## Discografía
Álbumes de estudio
- 1996: ...En Their Medh Riki Fara...
- 1998: ...Magni Blandinn Ok Megintiri...
- 2003: Ok Nefna Tysvar Ty
- 2005: Heralding - The Fireblade
- 2011: Tiurida
- 2013: Asa

Demos
- 1989: Havamal
- 1990: Tanfana
- 1991: Towards Solens Golden Light
- 1995. Laeknishendr
- 1995: Promo '95
- 1995: Asynja
- 1996: Skinn Af Sverði Söl Valtiva...